# Salamandrina terdigitata
Salamandrina terdigitata é uma espécie de anfíbio caudado pertencente à família Salamandridae. É endémica de Itália.